# Бёктен
Бёктен (нем. Böckten, алем. нем. Böckte / Beckte) — коммуна в Швейцарии, в кантоне Базель-Ланд.
Входит в состав округа Зиссах. Население составляет 763 человека (на 31 декабря 2007 года). Официальный код — 2842.